# Clonaria cryptocercata
Clonaria cryptocercata är en insektsart som först beskrevs av Rehn, J.A.G. 1912.  Clonaria cryptocercata ingår i släktet Clonaria och familjen Diapheromeridae. Inga underarter finns listade i Catalogue of Life.